# مفعول فينك
مفعول فينك (بالإنجليزي: Fink effect) يعرف أيضا بانتشار نقص الأكسجين ، نقص الأكسجة, أوthird gas effect ، هو أحد العوامل المؤثر على ضغط جزيئ الأكسجين في السنخ الرئوي، يحدث عند تنفس كميات كبيرة من الغازات سريعة للذوبان والانتشاربسرعة في الجسم مثل غاز أكسيد النيتروز N2O،
تنفس غاز أكسيد النيتروز لتخدير المريض أثناء العملية الجراحية يؤدي إلى زيادة مؤقتة في تركيز الأكسجين وثاني أكسيد الكربون في السنخ الرئوي ممايؤدي إلى زيادة الضغط على الجزئيات وخاصة جزيئات الأكسجين، يبقى هذا الغاز في الدم لفترة قصيرة ومن ثم يعود إلى السنخ الرئوي مؤديا إلى انخفاض تركيز الأكسجين الأكسجين وثاني أكسيد الكربون ويمكن تفادي نقص الأكسجين في الدم بواسطة التنفس الصناعي 
سمي هذا المفعول نسبة إلى برنارد ريموند فينك (1914–2000) ,نشره لأول مرة عام 1955